# عمر دباج
عمر عبدالكريم دباج (أو دبج) (13 يناير 1969) هو رياضي وملاكم أردني. تنافس في منافسات الوزن المتوسط للرجال في دورة الألعاب الأولمبية الصيفية عام 1988. بعد اعتزالاللعب أصبح مدرب الدولي للملاكمة والكيك بوكسينغ ورئيس نادي الشجعان.